# 太田英明 ナマ朝!
『太田英明 ナマ朝!』（おおたひであき -あさ）は、2005年10月3日から2007年3月30日まで文化放送で平日5:00 - 6:30に放送されていたワイド番組。パーソナリティは太田英明アナウンサー。

## 放送時間
平日 5:00 - 6:30

## タイムテーブル
- 5:00：オープニング
- 5:03：文化放送ニュース・天気予報・交通情報
- 5:18：文化放送 エコライフ情報
- 5:20：お便りコーナー 太田英明お便りありがとう
- 5:30：ラジオライブラリー「新・人間革命」
- 5:41：天気予報・交通情報
- 5:45：あの頃インタビュー
- 5:55：朝の話題
- 6:00：文化放送ニュース・天気予報・交通情報
- 6:08：ナマ朝オピニオン!
- 6:13：ラジオショッピング（月1回）
- 6:15：松井宏夫の健康百科※一部の地方局に時差ネット
- 6:23：太田英明の保存版! 生活便利メモ（2006年4月 - ）・エンディング

### 過去に放送されていたコーナー
- テレマート 朝いちショッピング
テレマートの不祥事で、2007年2月1日放送分で打ち切り。同年2月2日以降は5:18まで、文化放送ニュース・天気予報・交通情報を時間拡大して、放送していた。

## 備考
- この時間帯について、以前は、報道部配属の高橋民夫アナウンサーがパーソナリティを務める「1134の民夫です。」が放送されていた。「1134の民夫です」の前は、「Satokoの5時ですよ」という1時間ワイド番組が編成されていた。
- この番組の放送中、太田は毎朝2時半に起床していた。